# 44e corps d'armée (Russie)
Pour les articles homonymes, voir 44e corps d'armée.
Le 44e corps d'armée est une grande unité de l'Armée de terre russe. Il est créé en 2022 en Carélie.

## Historique

### Composition
Le 44e corps d'armée russe est composé depuis le mois de décembre 2022 :
- 72e division de fusiliers motorisés,
- 70e division toutes deux à Petrozavodsk ;
- 9e brigade d'artillerie à Louga[2] ;
- 128e brigade de fusiliers motorisés, à Sortavala.

### Commandant
Le général de division Oleksandr Dembytskyi

### Invasion de l'Ukraine en 2022
Elle est engagée lors de l'Offensive de Kharkiv (2024).